# Companyia de Ferrocarrils del Japó Occidental
La Companyia de Ferrocarrils del Japó Occidental (西日本旅客鉄道株式会社, Nishi-Nihon Ryokaku Tetsudō Kabushiki-gaisha), sovint coneguda amb el nom JR West (JR西日本, Jeiāru Nishi-Nihon) és una companyia de ferrocarril amb seu a Osaka i que forma part del grup Japan Railways. L'empresa opera a la meitat occidental de l'illa de Honshu, en concret a les regions de Kansai i Chugoku.

## Història
La Companyia de Ferrocarrils del Japó Occidental o JR West es va fundar l'1 d'abril de 1987, després de la dissolució dels Ferrocarrils Nacionals Japonesos i el seu segmentament per regions. Des de la creació de l'empresa, aquesta començà un període progressiu de privatització promogut pel govern, tot i que aquest seguia mantenint l'empresa.
Finalment, el 2004, l'empresa pública que encara mantenia accions de JR West va oferir la totalitat de les seues accions en una oferta pública de venda internacional, acabant així amb la darrera porció de control del govern a la companyia. La JR West cotitza actualment a la borsa de Tòquio, la borsa de Nagoya, la borsa d'Osaka i la borsa de Fukuoka.

## Línies

### Shinkansen
| Color i icona | Color i icona | No.    | Nom                 | Nom original | Inaugurada | Darrera extensió | Llargaria | Estacions |
| ------------- | ------------- | ------ | ------------------- | ------------ | ---------- | ---------------- | --------- | --------- |
| Blau          |               | 1      | Hokuriku Shinkansen | 北陸新幹線   | 1997       | 2015             | 117,4 km  | 26        |
| Blau          |               | 2      | Sanyō Shinkansen    | 山陽新幹線   | 1972       |                  | 553,7 km  | 19        |
| Total:        | Total:        | Total: | Total:              | Total:       | Total:     | Total:           | 671,1 km  | 45        |

### Xarxa urbana
| Color i icona | Color i icona | No.    | Nom                             | Nom original   | Inaugurada | Darrera extensió | Llargaria | Estacions |
| ------------- | ------------- | ------ | ------------------------------- | -------------- | ---------- | ---------------- | --------- | --------- |
| Roig          |               | 1      | Línia Midōsuji                  | 御堂筋線       | 1933       | 1987             | 24,5 km   | 20        |
| Morat         |               | 2      | Línia Tanimachi                 | 谷町線         | 1967       | 1983             | 28,1 km   | 26        |
| Blau          |               | 3      | Línia Yotsubashi                | 四つ橋線       | 1942       | 1972             | 11,4 km   | 11        |
| Verd          |               | 4      | Línia Chūō                      | 中央線         | 1961       | 1985             | 17,9 km   | 14        |
| Rosa          |               | 5      | Línia Sennichimae               | 千日前線       | 1969       | 1981             | 12,6 km   | 14        |
| Marró         |               | 6      | Línia Sakaisuji                 | 堺筋線         | 1969       | 1993             | 8,5 km    | 10        |
| Llima         |               | 7      | Línia Nagahori Tsurumi-ryokuchi | 長堀鶴見緑地線 | 1990       | 1997             | 15 km     | 17        |
| Taronja       |               | 8      | Línia Imazatosuji               | 今里筋線       | 2006       | -                | 11,9 km   | 11        |
| Total:        | Total:        | Total: | Total:                          | Total:         | Total:     | Total:           | 129,9 km  | 123       |

### Línies regionals
| Color i icona | Color i icona | No.    | Nom                             | Nom original   | Inaugurada | Darrera extensió | Llargaria | Estacions |
| ------------- | ------------- | ------ | ------------------------------- | -------------- | ---------- | ---------------- | --------- | --------- |
| Roig          |               | 1      | Línia Midōsuji                  | 御堂筋線       | 1933       | 1987             | 24,5 km   | 20        |
| Morat         |               | 2      | Línia Tanimachi                 | 谷町線         | 1967       | 1983             | 28,1 km   | 26        |
| Blau          |               | 3      | Línia Yotsubashi                | 四つ橋線       | 1942       | 1972             | 11,4 km   | 11        |
| Verd          |               | 4      | Línia Chūō                      | 中央線         | 1961       | 1985             | 17,9 km   | 14        |
| Rosa          |               | 5      | Línia Sennichimae               | 千日前線       | 1969       | 1981             | 12,6 km   | 14        |
| Marró         |               | 6      | Línia Sakaisuji                 | 堺筋線         | 1969       | 1993             | 8,5 km    | 10        |
| Llima         |               | 7      | Línia Nagahori Tsurumi-ryokuchi | 長堀鶴見緑地線 | 1990       | 1997             | 15 km     | 17        |
| Taronja       |               | 8      | Línia Imazatosuji               | 今里筋線       | 2006       | -                | 11,9 km   | 11        |
| Total:        | Total:        | Total: | Total:                          | Total:         | Total:     | Total:           | 129,9 km  | 123       |